# Carrie Salmon
Carrie Salmon (31 de octubre de 1975) es una modelo canadiense.

## Carrera
Carrie ha modelado para Victoria's Secret & Christian Dior. Ha figurado en anuncios para Hermès, Moschino y aparecido en páginas de las revistas Glamour, ELLE, Vogue, entre otras. Carrie ha desfilado para Alexander McQueen, Christian Dior, Versace, Chanel, Dolce & Gabbana, Dries van Noten, Givenchy, Hermès, Karl Lagerfeld, Valentino, Donna Karan, Calvin Klein, y Vivienne Westwood.